# Adèle Exarchopoulos
Adèle Exarchopoulos (n. 22 noiembrie 1993, Paris, Franța) este o actriță franceză, cunoscută pe plan internațional pentru rolul Adèle din filmul Adèle: Capitolele 1 și 2, rol pentru care a primit premiul Palme d'Or la a 66-a ediție a Festivalului Internațional de Film de Cannes, devenind astfel cea mai tânără actriță căreia i-a fost înmânat prestigiosul premiu.

## Viața și cariera
Exarchopoulos a crescut în arondismentul 19 din Paris, lângă Place des Fêtes. Tatăl ei, Didier Exarchopoulos, este profesor de chitară, iar mama ei, Marina Niquet, asistentă medicală. Bunicul ei era grec.
La vârsta de nouă ani, părinții ei au trimis-o la cursuri de actorie pentru a o ajuta să-și depășească timiditatea. A continuat să ia lecții până în 2005 când debutează în filmul Martha. În 2006, Exarchopoulos a fost contactată de primul ei agent, în același an făcându-și apariția într-un episod al serialului polițist RIS police scientifique. La 13 ani, a primit un rol în filmul Boxes.

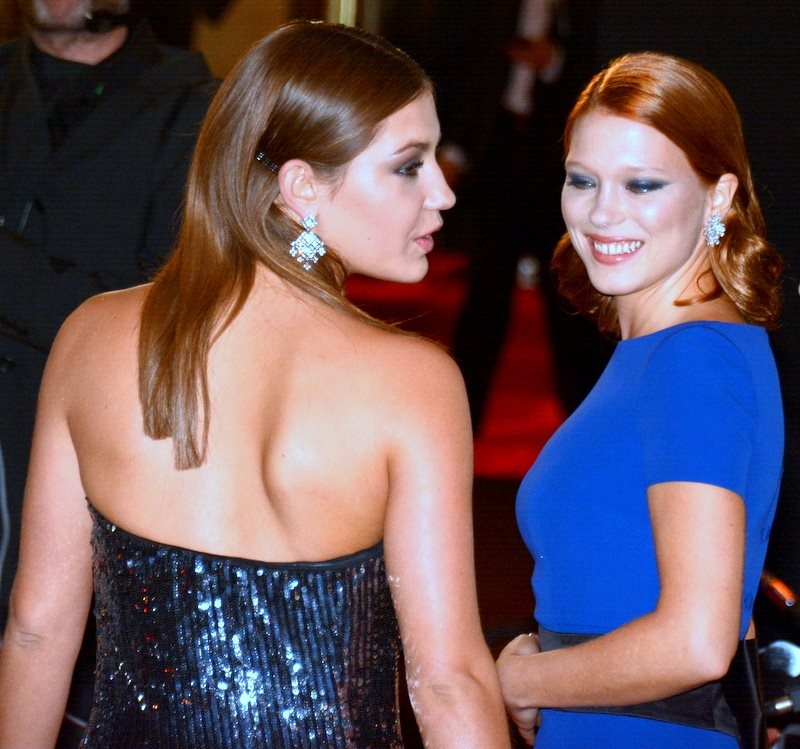
Adèle Exarchopoulos și Léa Seydoux, protagonistele filmului Adèle: Capitolele 1 și 2, la premiile César (2014)

A apărut de asemenea în filme precum Les Enfants de Timpelbach (2008), La Rafle (2010), Tête de turc (2010), Chez Gino (2011), Carré blanc (2011), Des morceaux de moi (2012) și I Used to Be Darker (2013) înainte de a se face cunoscută pe scena internațională cu rolul Adèle din filmul Adèle: Capitolele 1 și 2 (2013), dramă bazată pe romanul grafic Le bleu est une couleur chaude al Juliei Maroh. Filmul a câștigat marele premiu Palme d'Or la ediția din 2013 a Festivalului de la Cannes. Atât Exarchopoulos, cât și partenera ei din film, mult aclamata Léa Seydoux, au fost premiate de asemenea cu Palme d'Or, alături de regizorul filmului, Abdellatif Kechiche, devenind singurele actrițe, în afară
de regizoarea Jane Campion, care au primit prestigiosul premiu. Mai mult, Exarchopoulos este cea mai tânără persoană care a fost premiată vreodată cu Palme d'Or. Ea a primit numeroase laude din partea criticilor de film, performanța ei fiind catalogată drept una dintre cele mai bune ale anului 2013.
În martie 2014, a fost considerată pentru rolul lui Tiger Lily în producția americană Pan, însă rolul a fost acordat în cele din urmă lui Rooney Mara. Adèle va aparea în The Last Face alături de Javier Bardem și Charlize Theron. De asemenea, joacă rolul lui Judith în drama periodică Les Anarchistes (2015).

## Filmografie
| An   | Film                              | Rol              | Note           |
| ---- | --------------------------------- | ---------------- | -------------- |
| 2007 | Boxes                             | Lilli            |                |
| 2008 | Les enfants de Timpelbach         | Marianne         |                |
| 2010 | La rafle                          | Anna Traube      |                |
| 2010 | Tête de turc                      | Nina             |                |
| 2011 | Chez Gino                         | Maria Roma       |                |
| 2011 | Carré blanc                       | Marie (tânără)   |                |
| 2012 | Des morceaux de moi               | Erell            |                |
| 2013 | I Used to Be Darker               | Camille          |                |
| 2013 | La vie d'Adèle - Chapitres 1 et 2 | Adèle            |                |
| 2013 | Making a Scene                    | Femeie           | Scurtmetraj    |
| 2014 | Qui vive                          | Jenny            |                |
| 2014 | Voyage vers la mère               | Marie Louise     |                |
| 2015 | Les anarchistes                   | Judith Lorillard |                |
| 2015 | Apnée                             |                  | Scurtmetraj    |
| 2016 | Éperdument                        | Anna Amari       |                |
| 2016 | The Last Face                     |                  | Post-producție |
| 2016 | Orpheline                         |                  | Post-producție |
| 2016 | La Fidèle                         | Bibi             | Pre-producție  |